# Uilesprong (Opsterland)
Uilesprong (Fries: De Ûlesprong) is een buurtschap in de gemeente Opsterland, in de Nederlandse provincie Friesland.
De buurtschap ligt ten zuidwesten van Nij Beets en ten noordwesten van Tijnje waar het formeel onder valt. De buurtschap ligt aan de gelijknamige weg, in het Fries Ulesprong, die in een U-vorm ligt tussen Nieuwe Vaart en de Lange Rak. Onder de buurtschap wordt vaak ook een deel van de bewoning aan de Riperwei gerekend.
Ter hoogte van de vroegere watermolen (zonder kap en wieken) is er voor wandelaars en fietsers een veerpont als verbinding met de Beetster Lange Rijpen en het Zuidergemaal. De buurtschap heeft enige tijd een eigen basisschool gehad. In 1968 sloot de school. Het schoolgebouw werd daarna omgebouwd tot een woonhuis.
De buurtschap is ontstaan na het uitgraven van de Nieuwe Vaart in de 19e eeuw. In 1851-155 werd de plaats als De Uilensprong vernoemd. De buurtschap is waarschijnlijk vernoemd naar een stuk laagland dat bij een dubbele bocht (sprong) van al bestaande waterloop was gelegen. In 1718 al d Uylesprong genoemd. Uyl zou variant zijn op ôl en ool wat (laag)land aan water betekent.
Ten westen van Uilesprong ligt het natuurgebied De Deelen.
Dorpen: Bakkeveen · Beetsterzwaag · Drachten-Azeven · Frieschepalen · Gorredijk · Hemrik · Jonkersland · Langezwaag · Lippenhuizen · Luxwoude · Nij Beets · Olterterp · Siegerswoude · Terwispel · Tijnje · Ureterp · Waskemeer (klein deel) · Wijnjewoude

Buurtschappen: Allardsoog (deels) · Haneburen · Hanebuurt · Heidehuizen · Hemrikerverlaat · Klein Groningen · Kooibos · Kortezwaag · Moskou (deels) · Nieuwe Vaart · Oosterend · Oud Beets · Petersburg (deels) · Rolbrug · Selmien · Sparjebird · Uilesprong · Ureterp aan de Vaart · Voorwerk · Vosseburen · Welgelegen (deels) · Wijngaarden · Wijnjeterpverlaat

Friesland: Steden en dorpen      Nederland: Provincies · Gemeenten